# 安倍乙
安倍 乙（あべ おと、2000年〈平成12年〉1月18日 - ）は、日本の女優、グラビアアイドルであり、劇団4ドル50セントの劇団員である。
大阪府出身。エイベックス・AY・ファクトリー所属。

## 来歴
2017年に劇団4ドル50セントのオーディションに合格して入団する。テレビや舞台などでの俳優活動と並行してグラビアアイドルでも活動している。
2020年6月30日にTwitterの利用を終えてアカウントを削除し、以後はInstagramを利用している。
2022年8月、初の写真集を刊行。

## 人物
女優の黒木華や姉の舞台劇を見て女優を志した。黒木とは母親同士が友人というつながり。
幼少期は『ふたりはプリキュア』を観ており、仮面ライダーシリーズは観ていなかったが、仮面ライダーファンの友人から勧められた『仮面ライダーフォーゼ』を一緒に観たという。

## 出演

### 舞台
| タイトル                                                                           | 役柄               | 開催年月日・上演地                                         |
| ---------------------------------------------------------------------------------- | ------------------ | ---------------------------------------------------------- |
| 劇団4ドル50セント プレ公演 『The Making of $4.50「夢を見たけりゃ、目を開けろ。」』 | (本人役)           | 2017年11月3日 - 5日 南青山 スパイラルホール                |
| 劇団4ドル50セント 旗揚げ本公演 『新しき国』                                        | テンネン 役        | 2018年2月8日 - 12日 新宿 紀伊國屋ホール                    |
| 劇団4ドル50セント 週末定期公演 Vol.1 『夜明けのスプリット』                        | イモコ 役（甲組）  | 2018年6月30日 - 8月3日 新宿 KeyStudio（旧スタジオアルタ）  |
| 劇団4ドル50セント 週末定期公演 Vol.2 『夜明けのスプリット』                        | メガネ 役（乙組）  | 2018年8月11日 - 9月14日 新宿 KeyStudio（旧スタジオアルタ） |
| 劇団4ドル50セント 第2回本公演 『ピエロになりたい』                                 | インフィニティ 役  | 2018年11月22日 - 12月2日 有楽町 オルタナティブシアター     |
| 劇団4ドル50セント オムニバス公演 『カラフルボックス』                              | 楓 役（Aキャスト） | 2019年10月29日 - 11月4日 中野ポケットスクエア 劇場HOPE     |

- 蛇の亜種（2018年6月6日 - 11日、シアターサンモール） - チホ 役[7]

### テレビドラマ
- おっさんずラブ 第6話（2018年5月26日、テレビ朝日） -  牧そら 役[8]
- 恋のツキ 第9話（2018年9月20日、テレビ東京） - 沖原隠光の恋人 役
- グッドワイフ 第7話（2019年2月19日、TBS） - 愛唯 役
- 「140秒の世界」～スカパー! 朝のTwitterドラマ上映会～ 第16作「流行語」（2019年11月27日、BSスカパー）[9]
- にぶんのいち夫婦（2021年6月3日 - 7月29日、テレビ東京） - 小倉真奈美 役[10][11]
- 私のエレガンス 第5話（2022年4月30日、テレビ東京）
- クールドジ男子 第6話（2023年5月20日、テレビ東京） - ミキ 役
- 転職の魔王様 第2話（2023年7月24日、フジテレビ） - 合コンの参加者 役
- around1/4 アラウンド・クォーター 第3話、第8話（2023年7月30日、9月10日、ABCテレビ） - ユナ 役[12]
- セツナ （2023年8月1日、TOKYO MX） - 理央 役[13]
- 仮面ライダーガッチャード（2023年9月3日 - 2024年8月25日、テレビ朝日） - 銀杏蓮華 役[14]、キンキラヴィーナの声[15]
- ノロイヲアゲル（2025年1月5日 - 3月30日、テレビ東京） - 財前有未 役[16]
- きみは面倒な婚約者 プラチナ編（2025年3月29日 - 、テレビ朝日） - 花澤優衣 役[17]

### その他のテレビ出演
- あざとくて何が悪いの? あざと連ドラ第5弾「東京であざとく頑張って何が悪いの？-上京ガールの成長日記-」第2話- (2022年6月12日 -、テレビ朝日) - 香織 役[18]

### 配信番組
- オオカミくんには騙されない シーズン3（2018年1月28日 - 3月25日、AbemaTV）[19]
- スカパー! 朝のTwitterドラマ「流行語」（2019年6月3日 - 7日、スカパー!公式Twitter） - 主演
- 麻雀宝湯記 石和の亀篇・伊東の黒豹篇 （2021年2月14日 - 、Xstream46） - 難波真白 役[20]
- 全裸監督2（2021年6月24日 全話配信、Netflix） - 盗難車の同乗者 役
- きみは面倒な婚約者 ダイヤ編（2025年3月3日、TELASA） - 花澤優衣 役[17]

### 映画
- 左様なら（2019年9月6日） - 関根美穂 役
- 男の優しさは全部下心なんですって（2019年11月）[21]
- 殺さない彼と死なない彼女（2019年） - 鎌瀬犬子 役
- 転がるビー玉（2020年） - 詩織 役
- パッション・ゲーム（短編連作「稽古場」の1編 2021年公開予定、監督：窪田将治）[22]
- ベイビーわるきゅーれ 2ベイビー（2023年3月24日） - 向井さくら 役[23]
- 朝がくるとむなしくなる（2023年12月1日） - 斉藤彩乃 役[24]
- 仮面ライダーシリーズ（東映） - 銀杏蓮華 役
  - 仮面ライダー THE WINTER MOVIE ガッチャード&ギーツ 最強ケミー★ガッチャ大作戦（2023年12月22日）[25]
  - 仮面ライダーガッチャード ザ・フューチャー・デイブレイク（2024年7月26日）[26]

### ラジオ番組
- オレたちゴチャ・まぜっ!〜集まれヤンヤン〜（2019年4月21日 - 2020年4月18日、MBSラジオ） - ヤンヤンガールズ11期生

### 音声配信
- よゐこ有野のノーギャラジオ（2022年8月29日、Radiotalk）[27]

### 雑誌
- with（2019年6月号、講談社） - レギュラーモデル[28]

### MV
- マルシィ「牙」（2022年8月）
- 友成空「コーヒー」（2022年11月）

### CM
- ホットペッパービューティー （2023年7月)

### オリジナルビデオ
- 我ら3年G（ガッチャ）組（2024年4月10日・8月7日） - 銀杏蓮華 / 保健委員長 役
- 仮面ライダーガッチャード GRADUATIONS（2025年6月11日、東映ビデオ） - 銀杏蓮華 役

## 作品

### 写真集
- 劇団4ドル50セント 安倍乙1st写真集 吐息の温度（2022年8月2日、集英社 撮影：前康輔）ISBN 978-4-08-790087-3[29]

## ディスコグラフィ

### キャラクターソング
| 発売日       | 商品名                             | 歌                     | 楽曲                          | 備考                                               |
| ------------ | ---------------------------------- | ---------------------- | ----------------------------- | -------------------------------------------------- |
| 2024年9月4日 | 仮面ライダーガッチャード SONG BEST | キッチンいちのせ連合   | 「ガッチャ！レッツゴー！」    | 特撮テレビドラマ『仮面ライダーガッチャード』関連曲 |
| 2024年9月4日 | 仮面ライダーガッチャード SONG BEST | ガッチャオールスターズ | 「CHEMY×STORY Gotca Version」 | 特撮テレビドラマ『仮面ライダーガッチャード』関連曲 |

### ユニットメンバー
1. ↑  本島純政、松本麗世、安倍乙、富園力也
2. ↑  本島純政、松本麗世、藤林泰也、安倍乙、富園力也、宮原華音、坂巻有紗、熊木陸斗、加部亜門、福田沙紀